# Trubîți, Kostopil
Trubîți (în ucraineană Трубиці) este un sat în comuna Pidlujne din raionul Kostopil, regiunea Rivne, Ucraina.

## Demografie
Componența lingvistică a localității Trubîți
     Ucraineană (100%)
Conform recensământului din 2001, toată populația localității Trubîți era vorbitoare de ucraineană (100%).